# Гиссарская астрономическая обсерватория
Гисса́рская астрономи́ческая обсервато́рия (ГисАО) — была основана в 1956 году как наблюдательная станция Сталинабадской астрономической обсерватории, а затем вошла в состав Института астрофизики Академии Наук Республики Таджикистан.
В честь обсерватории назван астероид (2746) ГисАО.

## История обсерватории
Первые наблюдения на территории Гиссарской астрономической обсерватории были проведены в 1956 году, а основные помещения были построены в 1963—1971 годах в 14 км к юго-западу от Душанбе. Вторую очередь обсерватории достраивали под руководством Добровольского Олега Васильевича. В 2004 года ГисАО начала сотрудничество с ПулКОНом (ISON) по проекту контроля околоземного пространства (ИСЗ, космический мусор, АМС и околоземные объекты). Географическое расположение и используемый инструмент позволяют контролировать геостационарную орбиту в диапазоне долгот от 20°E до 120°E.

## Инструменты обсерватории
- АЗТ-8 (D = 700 мм, F = 2800 мм)
- АЗТ-7 (D = 200 мм, F = 2000 мм) — ранее стоял в Душанбе
- Астрограф Цейсс-400 (D = 400 мм, F = 2000 мм)
- 20-см визуальный рефрактор АВР-2 (D=200 мм, F=2800мм)
- Двойной астрограф
- ВАУ (D = 1000/500 мм, F = 750мм)
- Крупнейший в мире фотографический метеорный патруль: 6 агрегатов, которые состоят из: 16 широкоугольных камер МК-75 (D= мм, F= 750 мм, А=1/3.5) и 24 камер МК-25 (D= мм, F= 250 мм, А=1/2.5) + телевизионные и болидные камеры с объективами «Рыбий глаз»
- Радиотехническая система «Горизонт» (2 вертикальные прямоугольные антенны)
- АФУ-75 (D = 210 мм, F = 736 мм)

## Направления исследований
- Наблюдение и исследование метеорных потоков, болидов
- Наблюдение и исследование атмосферы Земли (в оптике и в радио диапазонах)
- Эволюция орбит короткопериодических комет и (с 1990 года) околоземных астероидов
- Эволюция метеорных роев и метеорных потоков
- Исследование комет
- Астрометрические задачи
- Наблюдения ИСЗ
- Исследования нестационарных звезд (переменные звезды) — наблюдения
- Комплексные фотометрические, поляриметрические и спектральные исследования газо-пылевых оболочек нестационарных звезд типа Т-Тельца
- Теоретические исследования структуры и динамики галактик

## Основные достижения
- С помощью камеры ВАУ проводились обзорные наблюдения геостационарных спутников с 1989 года. По этим результатам в институте Астрофизики создана база данных из 11000 точных положений для 2971 космического объекта ГСС (ГеоСтационарный Спутник). Всего за период с 1989 по 2000 год было проведено 68 сеансов обзорных наблюдений на камере ВАУ (Высокоточная Астрономическая Установка D=1070 мм, F=700 мм, поле зрения 5°×30°).
- Первые успешные наблюдения покрытия звезд астероидами на территории бывшего СССР (17 августа и 17 октября 1979 года)[1][2].
- Составлены каталоги орбитальных элементов метеороидов до входа в атмосферу Земли (опубликованы в МАС).
- Реализован метод «мгновенного фотографирования» метеоров (с экспозицией 0,00056 сек) — что позволило установить факт дробления метеорных тел.
- Установление соотношения между интенсивностью свечения и начальной электронной плотностью следа метеора (оптические и радио наблюдения).
- Исследование предвестников землетрясений по ионосферным наблюдениям.
- Разработка и активное участие в международной программе исследования кометы Галлея и её метеорных потоков (IHW и СОПРОГ) Зарегистрирован отрыв хвоста кометы Галлея.
- Исследованы астероиды комплекса Таурид.
- Открытие переменных звезд в Т-ассоциациях.
- Участие в проектах AIDA (Aresibo Initiative on Dynamics of Atmosphere), DYANA (DYnamical Adapted Network for Atmosphere), STEP (Solar Terrestial Energy Program).
- Высококачественные наблюдения (на телескопе АЗТ-8 Гиссарской астрономической обсерватории) «Луны-16», «Зонда-8», «Луны-17» и последующих космических аппаратов типа «Луна» и «Марс», контроль сближения Советского и Американского космических кораблей в ходе выполнения международного проекта «ЭПАС» (Экспериментальный Полет Аполлон-Союз в 1975 году)[3].
- В 1980—1990-х годах выполнен фотографический обзор неба на астрографе Цейсс-400 Гиссарской астрономической обсерватории по проектам ФОН (фотографический обзор неба), ФОКАТ-Ю (ФОтографический КАТалог).